# Rhinobothryum bovallii
Rhinobothryum bovallii är en ormart som beskrevs av Andersson 1916. Rhinobothryum bovallii ingår i släktet Rhinobothryum och familjen snokar. Inga underarter finns listade i Catalogue of Life.
Arten har samma färgteckning som de giftiga korallormarna Micrurus alleni och Micrurus nigrocinctus.
Denna orm förekommer från nordvästra Venezuela över norra och västra Colombia till norra Ecuador. Den når även södra Panama. Arten lever i låglandet och i låga bergstrakter upp till 900 meter över havet. Habitatet utgörs av ursprungliga fuktiga skogar. Individerna klättrar vanligen i träd och de besöker ibland marken. Honor lägger ägg.
Beståndet hotas av skogsröjningar. Kanske dödas några exemplar när de förväxlas med korallormar. IUCN kategoriserar arten globalt som livskraftig.